# Марія Анжела Ардингеллі
Марія Анжела Ардингеллі (італ. Maria Angela Ardinghelli 1730—1825) — італійська математикиня, фізикиня, перекладачка та письменниця.

## Біографія
Народилася в Неаполі в дворянській сім'ї флорентійського походження. Навчалася філософії і фізико-математичним наукам у фізика і математика П'єтро делла Торре і Віто Каравеллі.
Як було обов'язковим для аристократок того часу, Марія Анжела була поетесою і латиністкою, а також експерткою в математичній фізиці. Вона належала до кола принца Тарсії, заснованого в 1747 році, який серед інтелектуальних кіл Неаполя мав сильний зв'язок з Ньютоном, експериментальною фізикою і електрикою. Бібліотека і лабораторія Тарсії для неї стали вкрай корисними.
Слава Ардингеллі в основному пов'язана з перекладом ключових робіт англійського фізика Стівена Гейлса. Вона також провела наукові експерименти, натхненна перекладами.
Вона листувалася з провідними вченими свого часу, в тому числі з математиком, астрономом і фізиком Алексі Клодом Клеро.
Марія Анжела Ардингеллі померла в 1825 році.